# Kamakshi
Kamakshi (Sanskrit कामाक्षी Kāmākṣī, aus kāma „Begehren; Liebe“ und akṣi „Auge“, also etwa: „die Lustäugige“, „die Liebesäugige“ oder „die Wünsche von den Augen Ablesende“), auch Sri-Kamakshi-Ampal (śrī: ehrenvolle Anrede auf Sanskrit, ampal: „Göttin“ auf Tamil) eingedeutscht Kamadchi oder auf Tamil Kamatci genannt, ist die hinduistische, tamilische, hauptsächlich in Südindien verehrte Muttergöttin sowie Göttin der Barmherzigkeit, die aus der offenen Himmelswölbung hervorging, um die Devas von den Asuras zu befreien und den „Dämon“ Bhandakasura erschlug.
In Ostindien ist Kamakshi unter dem Namen Kamakhya bekannt.
In manchen Regionen kennt man sie auch als Lalitambika oder Tripurasundari.

## Mythologie und Verehrung
Die Legende besagt, dass Kamakshi Verehrung in Form eines Shiva-Lingams aus Sand unter einem Mango-Baum verrichtete und so um Shivas Hand zum Heiraten anhielt.
Kamakshi galt ursprünglich als wilde und blutdurstige Göttin, die erst durch den heiligen Shankara gezähmt und in eine milde Form verwandelt worden sein soll. Dazu setzte dieser der Legende zufolge das Sri-Chakra, das das Wesen der Göttin von Grund auf verwandelte. Neben rein brahmanischen Ritualen gehören zur Verehrung der Kamakshi auch tantrische Elemente.
Kamakshi ist Inbegriff von Schönheit, Ruhe und Frieden. Sie fordert nichts, sondern verströmt Liebe und Güte, wenn man sie bittet und dabei ihr Bildnis betrachtet. Der gütige Blick (Darshana) der Göttin erfüllt alle an sie gerichteten Bitten und Wünsche und ist in ihren Ritualen von zentraler Bedeutung. Die Göttin ist ganz Auge.

### Tempel
In Hamm in Nordrhein-Westfalen befindet sich der Sri-Kamadchi-Ampal-Tempel als der größte Hindu-Tempel zu ihren Ehren in Deutschland und der zweitgrößte Europas. Dieser orientiert sich in der Bauweise an dem für Hindus wichtigen Kanchi-Kamakshi-Tempel in Kanchipuram in Tamil Nadu.
Ein weiterer wichtiger Kamakshi-Tempel befindet sich auch in Goa in Shiroda und in Chennai (früher Madras) im indischen Bundesstaat Tamil Nadu.

## Ikonographie und Symbolik
Kamakshi ist eine vierarmige Göttin. In ihren oberen Händen trägt sie unter anderem Pfeile aus Blumen und ein Band, mit dem sie symbolisch die Menschen mit den Göttern verbindet, in ihren unteren Händen eine Lotusblüte oder einen Papagei und einen Bogen aus Zuckerrohr (beides auch Attribute des Kama). Sie kann auf einem Lotus sitzend im Lotussitz (Padmasana) und mit einem lächelnden Gesichtsausdruck dargestellt werden. Häufig trägt sie eine hohe Krone, neben der ein Halbmond zu sehen ist sowie ein rotes Sari. Unter ihr befindet sich stets das dreidimensionale Sri-Chakra-Symbol, ein abstraktes, tantrisches, dreieckiges Diagramm (auch Yantra oder Sriyantra genannt). Diese abstrakte Form ist für die Göttin weitaus wichtiger als die anthropomorphe Darstellungsweise. Der Körper der Göttin ist häufig mit Blumen, Goldschmuck, Perlen, Edelsteinen und einer Girlande um ihren Rücken verziert. Kamakshis Symbole stehen für Tatkraft, Schutzgewährung, Güte und Fruchtbarkeit.

## Bezug zu anderen Gottheiten
Kamakshi ist eine göttliche Form von Parvati.
Kāmākṣī ist auch Beiname der Shakti Shivas.